# Poimenski seznam evroposlancev iz Estonije
Poimenski seznam evroposlancev iz Estonije'.

## Seznam
| Ime                  | Stranka                                                | Mandat(i) |
| Toomas Hendrik Ilves | Stranka evropskih socialistov                          | 2004-2009 |
| Tunne Kelam          | Evropska ljudska stranka - Evropski demokrati          | 2004-2009 |
| Marianne Mikko       | Stranka evropskih socialistov                          | 2004-2009 |
| Siiri Oviir          | Skupina zavezništva liberalcev in demokratov za Evropo | 2004-2009 |
| Toomas Savi          | Skupina zavezništva liberalcev in demokratov za Evropo | 2004-2009 |
| Andres Tarand        | Stranka evropskih socialistov                          | 2004-2009 |